# Distretto di Taşkent
Il distretto di Taşkent (in turco Taşkent ilçesi) è uno dei distretti della provincia di Konya, in Turchia.